# Mjölby AI
Mjölby AI/FF, bildad 26 maj 1912, är en idrottsförening i Mjölby i Sverige, med fotboll som huvudsaklig inriktning. Tidigare fanns även en bandysektion där  klubben spelade i Sveriges högsta division säsongen 1962. I fotboll spelade Mjölby AI/FF i Sveriges näst högsta division under en säsong på tidigt 1990-tal. Säsongen 2024 spelar spelar Mjölby AIFF i division 2 för fjärde året i rad efter en rad säsonger i division 3 och 4. Lagets tränas under 2024 av Jesper Beurling för tredje säsongen i rad.  Inom Mjölby AI Curlingförening bedrivs framgångsrik aktivitet men är en egen förening.  
Utöver seniorverksamheten aktiverar föreningen hundratals ungdomar i en rad ungdomslag på hemmaarenan Vifolkavallen. Klubben är även känd för att vara en av få som deltagit med lag i samtliga Gothia Cup-turneringar som anordnats sedan starten.